# Porta Cornelia
Die Porta Cornelia war ein Tor der aurelianischen Stadtmauer Roms.
Es war das nördlichste der vier Tore am rechten Tiberufer und befand sich wahrscheinlich in der Nähe der Ponte Elio (der heutigen Engelsbrücke), wo die antike Via Cornelia begann, die von der Brücke aus ungefähr dem Verlauf der heutigen Via della Conciliazione folgte und über den Vatikanischen Hügel hinausführte. Von hier aus, wo die Via Aurelia Nova ein kurzes Stück dem Fluss folgte und dann in der Nähe der heutigen Porta Santo Spirito nach rechts abbog, wurde das Tor auch „Porta Aurelia“ genannt, ein Umstand, der im Laufe der Zeit zu zahlreichen Verwechslungen mit der anderen Porta Aurelia (der heutigen Porta San Pancrazio) geführt hat, von der die Via Aurelia Vetus ausging. Es ist nicht auszuschließen, dass der Name „Aurelia“ nicht von der Straße, sondern vom Mausoleum des Hadrian stammt, in dem viele Vertreter der adligen gens Aurelia begraben wurden. In der christlichen Ära erhielt sie den Namen „Porta San Pietro“ (Tor des Heiligen Petrus) aufgrund ihrer Nähe zur gleichnamigen vatikanischen Basilika, deren Bau die ursprüngliche Strecke der Via Cornelia unterbrochen und sogar zerstört hatte.
Obwohl es schon sehr früh zerstört wurde, ist seine Lage recht gut belegt, da in mehreren antiken Dokumenten indirekt erwähnt wird, dass es durch den Turm geschützt wurde, der aus dem Mausoleum des Hadrian emporragt. Seine Einbindung in die Stadtmauern geht auf die Jahre 401–403 zurück, als Kaiser Honorius auch den Vatikanhügel in die Stadt einbezog, den Kaiser Aurelian weglassen musste. Einigen Quellen zufolge könnte es jedoch direkt auf die Aurelianische Zeit um 270 zurückgehen, vielleicht als Schutz für die Ponte Elio, die durch zwei Mauerflügel mit dem Mausoleum verbunden war.
Informationen über seine ursprüngliche Gestalt sind praktisch nicht vorhanden und in jedem Fall sehr unsicher, und auch sein späteres Aussehen ist nicht eindeutig bezeugt. In einem überlieferten Bericht über die feierliche Zeremonie, die Papst Leo IV. am 27. Juni 852 zur Einweihung der Leoninischen Mauern abhielt, wird eine „posterula“ erwähnt, aber vielleicht bezieht sich dies auf eine zweite Öffnung in unmittelbarer Nähe, die posterula Sant’Angelo, vermutlich am Anfang der Via della Conciliazione. Es gibt jedoch zwei alte Darstellungen des Tores, eine vor Papst Alexander VI. (mit Architrav, Heiligenbildern und einem Kreuz) und die andere nach seiner Restaurierung (gewölbt, mit Rustika und Zinnen) im Jahr 1493.